# び

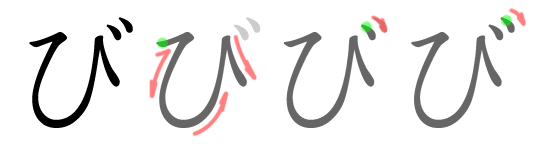
「び」の筆順

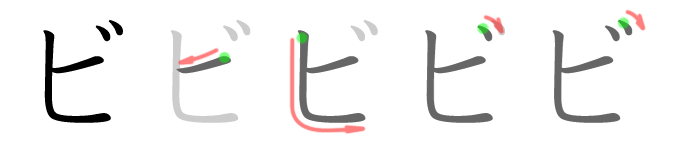
「ビ」の筆順

び、ビは、日本語の音節のひとつであり、仮名のひとつである。1モーラを形成する。ひ、ヒに濁点をつけた文字である。
- 現代標準語の音韻: 1子音と1母音「い」から成る音。両唇を閉じてから開く破裂音。有声子音。
- 発音： び[ヘルプ/ファイル]

## び に関わる諸事項
- 「ビー」は、アルファベットの「B」を表す。
- ○の中にビを書いた囲み文字で、貧乏であることを示す。（ユニコードには含まれない）